# HMS Leda (J93)
«Леда» (англ. HMS Leda (J93) — військовий корабель, тральщик типу «Гальсіон» Королівського військово-морського флоту Великої Британії часів Другої світової війни.
Тральщик брав участь у бойових діях на морі в Другій світовій війні, переважно бився у Північній Атлантиці, супроводжував арктичні конвої. За проявлену мужність та стійкість у боях бойовий корабель заохочений трьома бойовими відзнаками.
20 вересня 1942 року тральщик був торпедований німецьким підводним човном U-435 капітан-лейтенанта Зігфріда Штрелова в Гренландському морі південно-західніше Шпіцбергена. 44 члени екіпажу та 3 пасажири затонули разом з кораблем.

## Історія створення
Тральщик «Леда» закладений 16 листопада 1936 року на верфі HMNB Devonport у Девонпорті. 8 червня 1937 року він був спущений на воду, а 19 травня 1938 року увійшов до складу Королівських ВМС Великої Британії. 

## Бойовий шлях

### Початок війни
З початком воєнних дій у Європі, «Леда» разом з однотипними тральщиками «Гальсіон», «Харрієр», «Гусар», «Найджер», «Саламандер», «Госсамер», «Скіпджек», «Спідвел» і «Сфінкс» включений до 5-ї флотилії тральщиків командування Нор з базуванням у Дуврі. Протягом перших місяців війни діяв у складі формування, маючи завдання щодо прочісування навколишніх вод та виявлення німецьких мін і підводних човнів.

### 1941
З 18 жовтня 1941 року «Леда» супроводжував арктичні конвої PQ 1 від берегів ісландського Хваль-фіорда і PQ 2 з Ліверпуля до Архангельська й зворотний QP 2 до Керкволла.

### 1942
У травні 1942 року «Леда» входив до сил ескорту великого конвою PQ 16, який супроводжував 35 транспортних суден (21 американське, 4 радянські, 8 британських, 1 голландське та одне під панамським прапором) до Мурманська від берегів Ісландії зі стратегічними вантажами і військовою технікою з США, Канади і Великої Британії. Його супроводжували 17 ескортних кораблів союзників, до острова Ведмежий конвой прикривала ескадра з 4 крейсерів і 3 есмінців.
Попри атакам німецького підводного човна U-703, повітряним нападам бомбардувальників He 111 та Ju 88 бомбардувальних ескадр I./KG 26 і KG 30 конвой, втратив сім суден і ще одне повернуло назад на початку походу, дістався свого місця призначення.
20 вересня 1942 року тральщик «Леда» в надзвичайно погодних умовах йшов у складі конвою QP 14, коли союзні кораблі були атаковані сьома німецькими підводними човнами. Тральщик був уражений двома торпедами підводного човна U-435 під командуванням капітан-лейтенанта Зігфріда Штрелова в Ґренландському морі південно-західніше Шпіцбергена. За півтори години корабель затонув, з ним загинули 44 члени екіпажу та 3 пасажири. 86 людей були врятовані.